# Sydney Jewish Museum

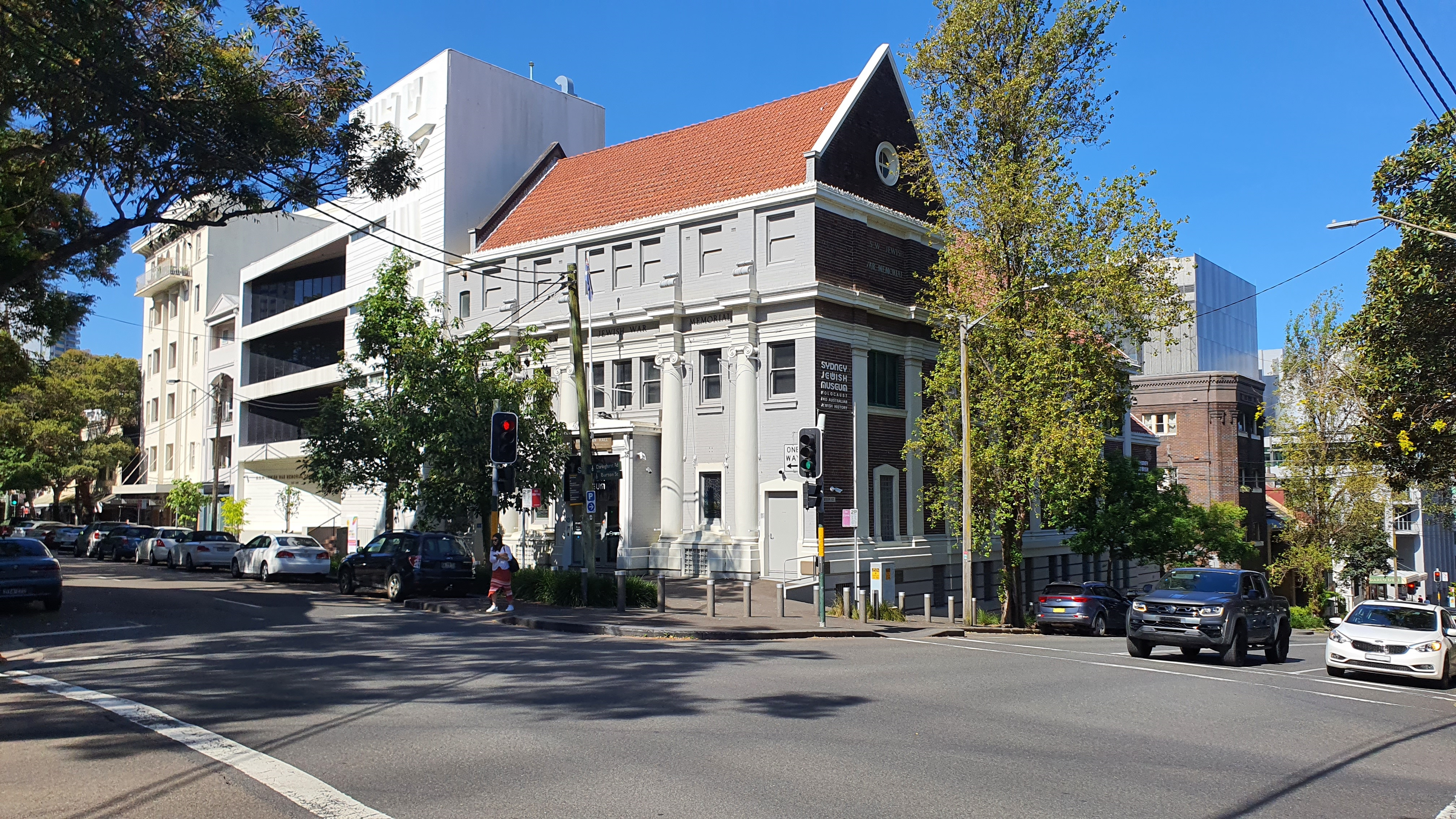
Sydney Jewish Museum, 2023

Das Sydney Jewish Museum (deutsch: Jüdisches Museum in Sydney) befindet sich in Darlinghurst, einem Stadtteil von Sydney in Australien. Es zeigt Dokumente des Holocaust und die Geschichte der Juden in Australien.

## Museumskonzept
Das Museum versucht die Besucher mit einzubeziehen, dabei werden beispielsweise auch Stimmen von denjenigen eingespielt, die den Holocaust überlebt haben. Die Besucher werden auch über die Lebensweise und den Glauben der Juden eingeführt und darin unterwiesen. Das Sydney Jewish Museum zeigt ferner das Leben von 16 jüdischen Familien in den ersten Tagen der europäischen Besiedlung, die mit der First Fleet auf dem Kontinent Australien ankamen. Besucher werden in einer virtuellen Reise von Beginn der Besiedlung bis ins Jahr 1840 geführt.
Das Hauptanliegen des Museums ist die Geschichte des Holocaust zu zeigen. Dies geschieht in einer Ausstellung mit Videopräsentationen, Zeitungsausschnitten, Bilder, Erzählungen, Briefen und mündliche Berichten. Es finden auch Führungen von Olga Horak, einer Überlebenden des Holocaust statt.